# Vestalaria vinnula
Vestalaria vinnula är en trollsländeart som beskrevs av Hamalainen 2006. Vestalaria vinnula ingår i släktet Vestalaria och familjen jungfrusländor. IUCN kategoriserar arten globalt som livskraftig. Inga underarter finns listade i Catalogue of Life.